# Tomáš Jun
Tomáš Jun (Praga, Checoslovaquia, 17 de enero de 1983), es un futbolista checo, se desempeña como segundo delantero y actualmente juega en el SC Ritzing.

## Clubes
| Club                | País            | Años        |
| ------------------- | --------------- | ----------- |
| Sparta Praga        | República Checa | 1999 - 2001 |
| FK Jablonec 97      | República Checa | 2001 - 2002 |
| Sparta Praga        | República Checa | 2002 - 2005 |
| Trabzonspor         | Turquía         | 2005        |
| Beşiktaş JK         | Turquía         | 2005 - 2006 |
| Sparta Praga        | República Checa | 2006 - 2007 |
| FK Teplice          | República Checa | 2007 - 2009 |
| SC Rheindorf Altach | Austria         | 2009        |
| Austria Viena       | Austria         | 2009 - 2010 |
| Teplice             | República Checa | 2010        |
| Austria Viena       | Austria         | 2010 - 2014 |
| FK Jablonec 97      | República Checa | 2014 - 2015 |
| SC Ritzing          | Austria         | 2015 -      |